# Put Your Records On (Corinne Bailey Rae)
Put Your Records On è un brano musicale della cantautrice britannica Corinne Bailey Rae, estratto come secondo singolo dall'album Corinne Bailey Rae, album di esordio della cantante. Il brano, ad oggi il maggior successo della cantante, è stato nominato come canzone dell'anno e come disco dell'anno ai Grammy Award 2007.

## Tracce
CD-Maxi EMI 0946 3 56788 2 6 / EAN 0094635678826
1. Put Your Records On - 3:37
2. Another Rainy Day - 3:15

7" Single EMI 3503057 (EMI) / EAN 0094635030570
1. Put Your Records On	 - 	3:37
2. Since I've Been Loving You - 5:48

## Classifiche
| Classifica (2006)             | Posizione massima |
| ----------------------------- | ----------------- |
| Argentina                     | 2                 |
| Australia                     | 30                |
| Austria                       | 25                |
| Belgio (Fiandre)              | 4                 |
| Belgio (Vallonia)             | 4                 |
| Brasile                       | 6                 |
| Canada                        | 59                |
| Francia                       | 65                |
| Germania                      | 75                |
| Irlanda                       | 24                |
| Italia                        | 19                |
| Nuova Zelanda                 | 6                 |
| Paesi Bassi                   | 24                |
| Regno Unito                   | 2                 |
| Romania                       | 60                |
| Stati Uniti                   | 64                |
| Stati Uniti Smooth Jazz Songs | 8                 |
| Svizzera                      | 23                |
| Ungheria                      | 5                 |

## Cover di Ritt Momney
Ritt Momney ha inciso una cover della canzone nel 2020.